# Capelletes de carrer (Argentona)
Les Capelletes de carrer són una obra d'Argentona (Maresme) inclosa a l'Inventari del Patrimoni Arquitectònic de Catalunya.

## Descripció
Com en moltes altres poblacions del Maresme, les capelletes de carrer a Argentona són força abundants, conservant el seu estil popular. La capelleta del carrer dels Rosers, malgrat el cobert de teula que s'aguanta mitjançant dues pedres, es troba dins una fornícula al mur. La imatge és una Mare de Déu, com a la major de les imatges de les capelletes, i és després de la de Sant Domènec de la font del mateix nom, una de les capelletes més popular. La capelleta de la Plaça de l'església està feta amb fusta, obra i trossos de rajola acolorida; no és menys popular que l'anterior, però el seu emplaçament originari segurament era en un altre edifici.